# Чучман Сидір
Сидір Васильович Чучман (псевдо Степняк; 10 червня 1889, м. Буськ, нині Львівська область — 18 серпня 1942, Львів) — український правник, січовий стрілець, діяч УВО та ОУН. Брат ад'ютанта Дмитро Вітовського, Юліяна Чучмана.

## Життєпис
Народився 10 червня 1889 року в м. Буську (Королівство Галичини та Володимирії, Австро-Угорщина, нині Львівська область, Україна). Батько — Василь Чучман — і мати — дружина батька Анна — виховали десятеро дітей.
Закінчив юридичний факультет Львівського університету, доктор наук, навчався разом із Євгеном Коновальцем.
Сидір брав участь у Першій світовій війні у складі Легіону УСС у боях проти російських військ. Потрапив у російський полон під Перемишлем, зміг втекти. У 1918 
брав участь у ліквідації більшовицького перевороту в Києві, пізніше служив в Українськії Галицькії армії офіцером у штабі Дмитра Вітовського.
Разом з Омеляном Сеником-Грибівським як представник УВО в Берліні брав участь у скликаній Першій Конференції Українських Націоналістів, що відбулася в Берліні 3—7 листопада 1927 року. Входив до складу редакційної колегії газети-місячника «Сурма», яку видавала УВО накладом 8—10 тисяч примірників. Був діяльним на теренах колишнього Буського району. Член ПУНу, де мав посаду Фінансового референта. Тривалий час жив у Німеччині, де працював в одній із державних установ, добре заробляв.
Помер в одній з лікарень у Львові. Похований на полі № 1 Личаківського цвинтаря в одній могилі зі своїм братом Семеном (1886—1961).

## Твори
- Der Terror in Polen // Die Ukraine unter Fremdherrschaft. Berlin, 1928. S. 36—41.
- Die historisch-politische Tradition der Ukrainer und ihr Kampf um den Staat // Ukraine von gestern und heute. Berlin, [1933]. S. 18—34.